# Wolverine (Automarke)
Wolverine war eine US-amerikanische Automarke.

## Markengeschichte

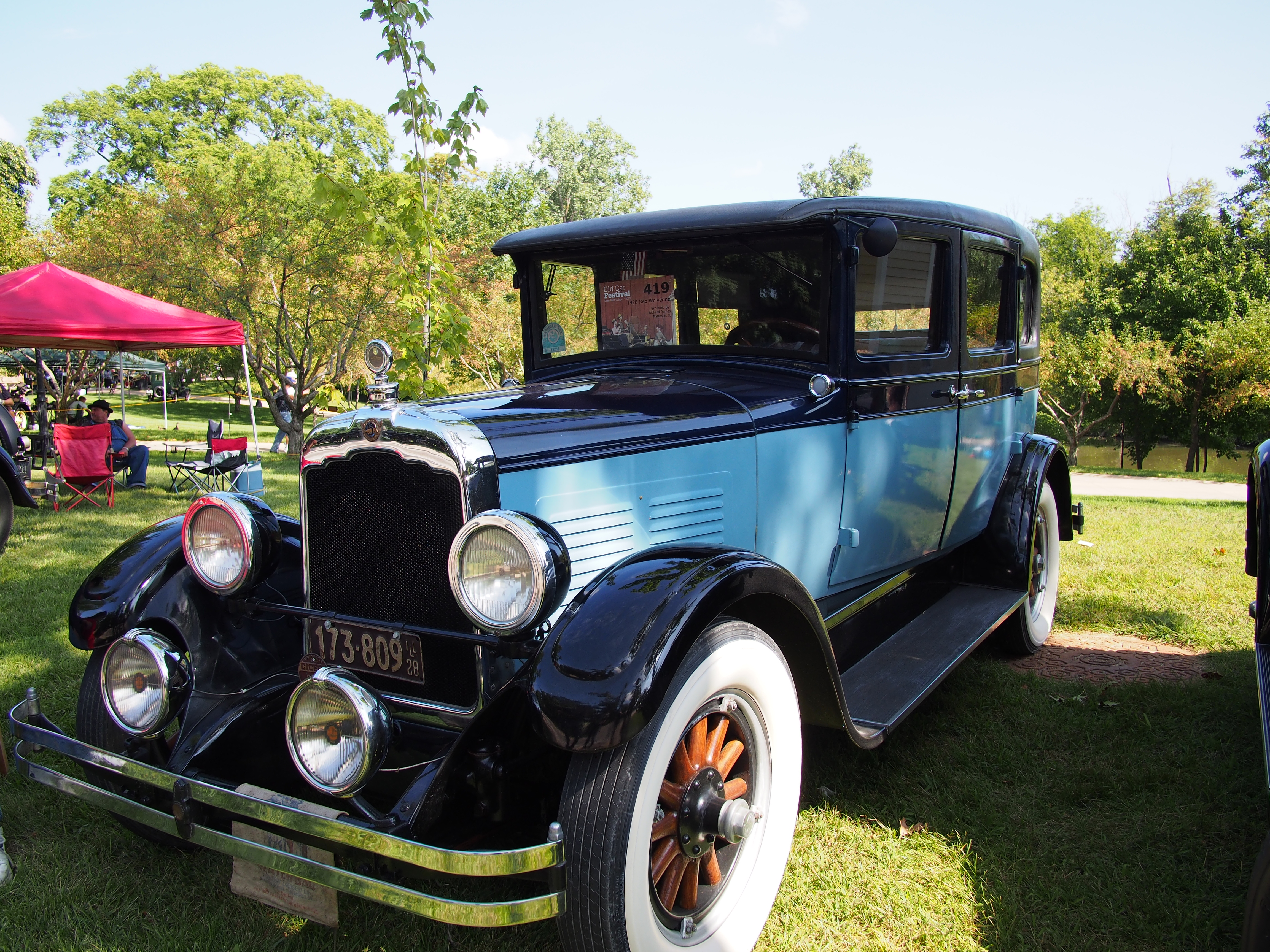
Wolverine Six (1928)

Die Reo Motor Car Company aus Lansing in Michigan führte die Marke 1927 ein. Sie war für Automobile bestimmt, die billiger waren als die normalen Fahrzeuge von Reo. Bereits im Dezember 1928 wurde die Marke wieder aufgegeben.
Wolverine Auto & Commercial Vehicle Company und Wolverine Motors verwendeten vorher den gleichen Markennamen.

## Fahrzeuge
Im Angebot stand nur ein Modell. Der Six hatte einen Sechszylindermotor von der Continental Motors Company. Er hatte etwa 3261 cm³ Hubraum und leistete 50 PS. Das Fahrgestell hatte 290 cm Radstand.
Zunächst gab es nur die Karosseriebauform Brougham. Der Neupreis betrug 1195 US-Dollar. Im Juli 1928 ergänzten ein Cabriolet zum gleichen Preis und eine Limousine für 1295 Dollar das Angebot. Ein Coupé war zwar geplant, erschien aber nicht mehr.